# Лосон Хајтс (Пенсилванија)
Лосон Хајтс (енгл. Lawson Heights) насељено је место без административног статуса у америчкој савезној држави Пенсилванија.

## Демографија
По попису из 2010. године број становника је 2.194, што је 145 (-6,2%) становника мање него 2000. године.
| Група             | 2000.         | 2010.         |
| Белци             | 2.307 (98,6%) | 2.143 (97,7%) |
| Афроамериканци    | 5 (0,2%)      | 4 (0,2%)      |
| Азијати           | 5 (0,2%)      | 23 (1,0%)     |
| Хиспаноамериканци | 10 (0,4%)     | 10 (0,5%)     |
| Укупно            | 2.339         | 2.194         |